# Constitución de la República de Crimea
La Constitución de la República de Crimea (del ruso: Конституция Республики Крым) es la ley fundamental de la República de Crimea. Fue aceptada en una sesión extraordinaria del Consejo Estatal de la República de Crimea el 11 de abril de 2014, como parte del proceso de anexión de Crimea a Rusia, reemplazando a la Constitución de la República Autónoma de Crimea, que había sido aprobada en 1998 y hablaba sobre la pertenencia del territorio a Ucrania.

## Historia
Tras la crisis de Crimea de 2014, el gobierno autónomo de Crimea y el de Sebastopol declararon su independencia el 11 de marzo de 2014 y se integraron tras un referéndum en la Federación de Rusia el día 18 de marzo. Ucrania, actualmente reclama la soberanía de la península y considera como «ilegal» la nueva constitución.
Vladímir Konstantínov, presidente del parlamento crimeo, anunció que la nueva Constitución de la República de Crimea sería aprobada el 11 de abril. Finalmente así ocurrió, con la participación de 88 de los 100 diputados del Parlamento de la región. El texto dice que la República de Crimea es un Estado democrático y de derecho dentro de la Federación de Rusia. Las relaciones entre la República de Crimea y Rusia se establecen sobre la base de un acuerdo. Además, establece que la República de Crimea es una parte «inseparable» del territorio de Rusia. Entró en vigor al día siguiente al ser publicada en el boletín oficial Crimskie Izvestia.
Anteriormente, en el mes de marzo, el presidente interino de Ucrania, Oleksandr Turchínov, registró en la Rada Suprema un proyecto de resolución sobre la disolución anticipada del Consejo Supremo de Crimea para «asegurar el cumplimiento del orden constitucional y contribuir a la estabilización de la situación política en su territorio». Finalmente, el Parlamento ucraniano disolvió el legislativo de Crimea. con 278 votos a favor del total de 296 diputados. Debido a esto, el parlamento crimeo (ya bajo control ruso) fue renombrado.